# Aleja kasztanowców w Katowicach
Aleja kasztanowców w Katowicach – zabytkowa aleja kasztanowców białych, rosnących przy alei W. Roździeńskiego 191 w Katowicach, w dzielnicy Dąbrówka Mała.
Na aleję kasztanowców składają się szpalery 28 wiekowych drzew, o obwodach pni sięgających 300 cm. Jest ona częścią zabytkowego kompleksu dawnego folwarku Tiele-Wincklerów w Dąbrówce Małej, wpisana do rejestru zabytków 30 grudnia 1994 roku pod numerem A/1562/94. Sam zaś aleja jest pozostałością założenia dworskiego, która pierwotnie prowadziła do współczesnej ulicy gen. J. Hallera.
Aleja ta w połowie 2022 roku została zrewitalizowana – powstał pomost dla spacerowiczów, dodano elementy małej architektury i oświetlenia. Teren ten należy do kompleksu Home Concept Design Park, będącego także inwestorem prac rewitalizacyjnych. 